# Hildebrandt-fényseregély
A Hildebrandt-fényseregély (Lamprotornis hildebrandti)  a madarak osztályának verébalakúak (Passeriformes) rendjébe és a seregélyfélék (Sturnidae) családjába tartozó faj.

## Előfordulása
Kelet-Afrikában egy viszonylag kis területen, Kenya középső részén és Tanzánia északkeleti területein endemikus.
Nyílt szavannák, bozótos területek madara.

## Megjelenése
Testhossza 19 centiméter, súlya 57 gramm. Melle, torka, feje, háta, szárnyai és farka a felnőtt egyedeknél fémesen fénylő, sötétkék. Ezzel éles ellentétben has és szárnyai alsó fele narancssárgás vagy rozsdavörös. Farka rövid, tollazata fénylő. Szemei vörösek, csőre és lábai szürkék.
A fiatal madarak tollazata jóval fakóbb és matt színű. Torkukról és mellükről hiányzik a kék szín. Szemeik sötétbarnák.
Változatos hangrepertoárja van, éles füttyöket és lágy trillákat egyaránt hallat.
|  |  |

## Életmódja
A nyílt társulásokban őshonos, de ma már előfordulhat a szántókon, falvakban, városokban is. Kis csapatokban táplálkozik a talajon. Olykor társul a közeli rokon pompás fényseregély (Lamprotornis superbus) csapataihoz is. Rovarokat, más kisebb gerincteleneket, gyümölcsöt, magvakat gyűjt.

## Szaporodása
Bokorra, faodúba vagy sziklaodúba fűből építi gömb alakú fészkét, tollakkal béleli. A tojó 3-4 tojást rak, melyeken felváltva költenek a hímmel 12 napig. A fészek építésében, a kotlásban és a fiókák nevelésében mindkét szülő részt vesz.

## Fordítás
- Ez a szócikk részben vagy egészben  a   Hildebrandt-Glanzstar című német Wikipédia-szócikk ezen változatának fordításán alapul.  Az eredeti cikk szerkesztőit annak laptörténete sorolja fel. Ez a jelzés csupán a megfogalmazás eredetét és a szerzői jogokat jelzi, nem szolgál a cikkben szereplő információk forrásmegjelöléseként.